# 깊고 푸른 밤
《깊고 푸른 밤》은 최인호의 소설이다. 1984년 영화로도 만들어졌다. 대마초를 피운 혐의로 한국 무대에서 쫓겨나 미국으로 가게 된 가수 준호의 이야기이다. 1980년대 한국의 사회상을 비추는 내용을 담고있다.